# Абдулсамед Абдуллахі
Абдулсамед Ахмед Абдуллахі (сом. Cabdulsamed Cahmed Cabdullaahi, нар. 19 січня 1997, Тілбург) — сомалійський футболіст, півзахисник чорногорського клубу «Дечич».

## Клубна кар'єра
Народився 19 січня 1997 року в місті Тілбург.
У дорослому футболі дебютував 2016 року виступами за команду «Козаккен Бойз», в якій провів два сезони, взявши участь у 46 матчах чемпіонату.  Більшість часу, проведеного у складі «Козаккен Бойз», був основним гравцем команди.
Згодом з 2018 по 2020 рік грав у складі команд «Йонг Спарта» та «Ден Босх».
Своєю грою за останню команду привернув увагу представників тренерського штабу клубу «Ерготеліс», до складу якого приєднався 2020 року. Відіграв за іракліонський клуб наступні два сезони своєї ігрової кар'єри.
У 2023 році уклав контракт з клубом «ТЕК», який залишив ще до завершення того ж року. 
Протягом 2023—2024 років захищав кольори клубу «Младост».
До складу клубу «Дечич» приєднався 2024 року. Станом на 10 червня 2024 року відіграв за клуб з Тузі 15 матчів в національному чемпіонаті.

## Виступи за збірну
У 2019 році дебютував в офіційних матчах у складі національної збірної Сомалі.
| Дата      | Місто   | Господарі | Результат | Гості    | Турнір                 | Голи | Примітки |
| --------- | ------- | --------- | --------- | -------- | ---------------------- | ---- | -------- |
| 5-9-2019  | Джибуті | Сомалі    | 1 – 0     | Зімбабве | Відбір до ЧС 2022      | -    | 83'      |
| 10-9-2019 | Хараре  | Зімбабве  | 3 – 1     | Сомалі   | Відбір до ЧС 2022      | -    |          |
| 15-6-2021 | Джибуті | Джибуті   | 1 – 0     | Сомалі   | товариський матч       | -    |          |
| 20-6-2021 | Доха    | Оман      | 2 – 1     | Сомалі   | Кубок Арабії FIFA 2021 | -    | 92'      |
| 6-6-2024  | Мапуту  | Мозамбік  | 2 – 1     | Сомалі   | Відбір до ЧС 2026      | -    | кап. 55' |
| Усього    |         | Матчів    | 5         |          | Голів                  | 0    |          |